# World RX de Barcelona 2021
El World RX de Barcelona 2021, originalmente World RX of Catalunya fue la primera prueba de la Temporada 2021 del Campeonato Mundial de Rallycross. Se celebró del 23 al 24 de julio de 2021 en el Circuito de Barcelona-Cataluña ubicado en la ciudad de Barcelona, Cataluña, España.
Esta fue la primera prueba de la categoría RX1 reemplazante de los antiguos Supercar, además de ser la primera de la flamante RX2e la categoría soporte compuesta íntegramente por vehículos eléctricos.
La prueba fue dominada completamente por los hermanos Hansen, terminaron las series clasificatorias en las dos primeras posiciones y cada uno ganó su semifinal, culminando con un 1-2 en la final, con el menor Kevin imponiendose al mayor y campeón mundial 2019, Timmy. El último lugar del podio fue ocupado por el actual campeón defensor, Johan Kristoffersson.
El primer ganador de una prueba del RX2e fue el belga Guillaume De Ridder quien domino la prueba de principio a fin. Los dos pilotos que lo acompañaron en el podio fueron el noruego Ole-Henry Steinsholt y el irlandés Patrick O'Donovan.

## RX1

### Series
| Pos. | No. | Piloto               | Equipo                          | Auto                   | Q1  | Q2  | Q3  | Q4  | Pts |
| ---- | --- | -------------------- | ------------------------------- | ---------------------- | --- | --- | --- | --- | --- |
| 1    | 21  | Timmy Hansen         | Hansen World RX Team            | Peugeot 208            | 1º  | 2º  | 2º  | 2º  | 16  |
| 2    | 9   | Kevin Hansen         | Hansen World RX Team            | Peugeot 208            | 2º  | 3º  | 3º  | 10º | 15  |
| 3    | 44  | Timo Scheider        | ALL-INKL.COM Münnich Motorsport | SEAT Ibiza             | 3º  | 4º  | 6º  | 3º  | 14  |
| 4    | 68  | Niclas Grönholm      | GRX-Set World RX Team           | Hyundai i20            | 5º  | 5º  | 4º  | 4º  | 13  |
| 5    | 23  | Krisztián Szabó      | GRX-Set World RX Team           | Hyundai i20            | 7º  | 6º  | 5º  | 5º  | 12  |
| 6    | 1   | Johan Kristoffersson | KYB EKS JC                      | Audi S1 EKS RX Quattro | DSQ | 1º  | 1º  | 1º  | 11  |
| 7    | 77  | René Münnich         | ALL-INKL.COM Münnich Motorsport | SEAT Ibiza             | 9º  | 8º  | 8º  | 7º  | 10  |
| 8    | 69  | Kevin Abbring        | UNKORRUPTED                     | Renault Mégane R.S.    | 4º  | 12º | 11º | 6º  | 9   |
| 9    | 18  | Juha Rytkönen        | Betomik Racing                  | Ford Fiesta            | 8º  | 7º  | 10º | 9º  | 8   |
| 10   | 91  | Enzo Ide             | KYB EKS JC                      | Audi S1 EKS RX Quattro | 6º  | 13º | 7º  | DNF | 7   |
| 11   | 73  | Tamás Kárai          | Kárai Motorsport Sportegyesület | Audi S1                | 10º | DNF | 9º  | 8º  | 6   |
| 12   | 42  | Oliver Bennett       | Xite Racing                     | Mini Cooper            | 12º | 9º  | 12º | 12º | 5   |
| 13   | 38  | Mandie August        | ALL-INKL.COM Münnich Motorsport | SEAT Ibiza             | 11º | 11º | 13º | 11º | 4   |
| 14   | 50  | Attila Mozer         | Nyirad Motorsport KFT           | Ford Fiesta            | 13º | 10º | 15º | 13º | 3   |
| 15   | 83  | Patrick Guillerme    | Patrick Guillerme               | Hyundai i20            | 14º | DNF | DNF | 14º | 2   |
| 16   | 17  | Dan Oberg            | Hedströms Motorsport            | Volkswagen Polo        | DSQ | 14º | 14º | 15º | 1   |

### Semifinales
Semifinal 1
| Pos. | No. | Piloto          | Equipo                          | Tiempo     | Pts |
| ---- | --- | --------------- | ------------------------------- | ---------- | --- |
| 1    | 21  | Timmy Hansen    | Hansen World RX Team            | 04:37.744  | 6   |
| 2    | 23  | Krisztián Szabó | GRX-Set World RX Team           | +2.729     | 5   |
| 3    | 77  | René Münnich    | ALL-INKL.COM Münnich Motorsport | +6.235     | 4   |
| 4    | 73  | Tamás Kárai     | Kárai Motorsport Sportegyesület | +7.918     | 3   |
| 5    | 18  | Juha Rytkönen   | Betomik Racing                  | +9.003     | 2   |
| 6    | 44  | Timo Scheider   | ALL-INKL.COM Münnich Motorsport | +6 vueltas | 1   |

Semifinal 2
| Pos. | No. | Piloto               | Equipo                | Tiempo     | Pts |
| ---- | --- | -------------------- | --------------------- | ---------- | --- |
| 1    | 9   | Kevin Hansen         | Hansen World RX Team  | 04:39.275  | 6   |
| 2    | 1   | Johan Kristoffersson | KYB EKS JC            | +0.691     | 5   |
| 3    | 69  | Kevin Abbring        | UNKORRUPTED           | +3.471     | 4   |
| 4    | 42  | Oliver Bennett       | Xite Racing           | +3 vueltas | 3   |
| 5    | 91  | Enzo Ide             | KYB EKS JC            | +3 vueltas | 2   |
| 6    | 68  | Niclas Grönholm      | GRX-Set World RX Team | +6 vueltas | 1   |

### Final
| Pos. | No. | Piloto               | Equipo                          | Tiempo    | Pts |
| ---- | --- | -------------------- | ------------------------------- | --------- | --- |
| 1    | 9   | Kevin Hansen         | Hansen World RX Team            | 04:35.533 | 8   |
| 2    | 21  | Timmy Hansen         | Hansen World RX Team            | +1.141    | 5   |
| 3    | 1   | Johan Kristoffersson | KYB EKS JC                      | +2.394    | 4   |
| 4    | 23  | Krisztián Szabó      | GRX-Set World RX Team           | +3.499    | 3   |
| 5    | 77  | René Münnich         | ALL-INKL.COM Münnich Motorsport | +7.259    | 2   |
| 6    | 69  | Kevin Abbring        | UNKORRUPTED                     | +9.782    | 1   |

## RX2e

### Series
| Pos. | No. | Piloto                  | Equipo               | Auto          | Q1  | Q2  | Q3  | Q4  | Pts |
| ---- | --- | ----------------------- | -------------------- | ------------- | --- | --- | --- | --- | --- |
| 1    | 96  | Guillaume De Ridder     | Guillaume De Ridder  | OMSE QEV RX2e | 1º  | 1º  | 1º  | 1º  | 16  |
| 2    | 35  | Fraser McConnell        | Fraser McConnell     | OMSE QEV RX2e | 2º  | 3º  | 2º  | 2º  | 15  |
| 3    | 47  | Jesse Kallio            | Jesse Kallio         | OMSE QEV RX2e | 3º  | 2º  | 4º  | 3º  | 14  |
| 4    | 5   | Pablo Suárez            | Ruben Fernandez Gil  | OMSE QEV RX2e | 7º  | 6º  | 3º  | 4º  | 13  |
| 5    | 88  | Ole-Henry Steinsholt    | Ole-Henry Steinsholt | OMSE QEV RX2e | 4º  | 4º  | 9º  | 5º  | 12  |
| 6    | 13  | Patrick O'Donovan       | Patrick O'Donovan    | OMSE QEV RX2e | 6º  | DNF | 5º  | 6º  | 11  |
| 7    | 55  | José-Luis García Molina | G4 Motors SA         | OMSE QEV RX2e | 8º  | 7º  | 6º  | 7º  | 10  |
| 8    | 21  | Damien Meunier          | Damien Meunier       | OMSE QEV RX2e | 5º  | 5º  | DNF | DNF | 9   |
| 9    | 77  | Mark Flaherty           | Mark Flaherty        | OMSE QEV RX2e | 9º  | 8º  | 7º  | 9º  | 8   |
| 10   | 36  | Jan Oscar Ortfeldt      | Jan Oscar Ortfeldt   | OMSE QEV RX2e | 10º | 9º  | 8º  | 8º  | 7   |

### Semifinales
Semifinal 1
| Pos. | No. | Piloto                  | Equipo               | Tiempo    | Pts |
| ---- | --- | ----------------------- | -------------------- | --------- | --- |
| 1    | 96  | Guillaume De Ridder     | Guillaume De Ridder  | 04:48.538 | 6   |
| 2    | 47  | Jesse Kallio            | Jesse Kallio         | +0.774    | 5   |
| 3    | 88  | Ole-Henry Steinsholt    | Ole-Henry Steinsholt | +5.940    | 4   |
| 4    | 55  | José-Luis García Molina | G4 Motors SA         | +12.567   | 3   |
| 5    | 77  | Mark Flaherty           | Mark Flaherty        | +14.360   | 2   |

Semifinal 2
| Pos. | No. | Piloto             | Equipo               | Tiempo    | Pts |
| ---- | --- | ------------------ | -------------------- | --------- | --- |
| 1    | 35  | Fraser McConnell   | Fraser McConnell     | 04:52.043 | 6   |
| 2    | 5   | Pablo Suárez       | Ruben Fernandez Gil  | +2.024    | 5   |
| 3    | 13  | Patrick O'Donovan  | Patrick O'Donovan    | +3.260    | 4   |
| 4    | 21  | Damien Meunier     | Damien Meunier       | +3.880    | 3   |
| 5    | 36  | Jan Oscar Ortfeldt | Escudería Mollerussa | +18.009   | 2   |

### Final
| Pos. | No. | Piloto               | Equipo               | Tiempo     | Pts |
| ---- | --- | -------------------- | -------------------- | ---------- | --- |
| 1    | 96  | Guillaume De Ridder  | Guillaume De Ridder  | 04:49.451  | 8   |
| 2    | 88  | Ole-Henry Steinsholt | Ole-Henry Steinsholt | +4.195     | 5   |
| 3    | 13  | Patrick O'Donovan    | Patrick O'Donovan    | +6.057     | 4   |
| 4    | 5   | Pablo Suárez         | Ruben Fernandez Gil  | +6.515     | 3   |
| 5    | 47  | Jesse Kallio         | Jesse Kallio         | +5 vueltas | 2   |
| 6    | 35  | Fraser McConnell     | Fraser McConnell     | +6 vueltas | 1   |

## Campeonatos tras la prueba
| Pos | Piloto               | Pts | Dif |
| --- | -------------------- | --- | --- |
| 1   | Kevin Hansen         | 29  |     |
| 2   | Timmy Hansen         | 27  | +2  |
| 3   | Johan Kristoffersson | 20  | +9  |
| 4   | Krisztián Szabó      | 20  | +9  |
| 5   | René Münnich         | 16  | +13 |

| Pos | Piloto               | Pts | Dif |
| --- | -------------------- | --- | --- |
| 1   | Guillaume De Ridder  | 30  |     |
| 2   | Fraser McConnell     | 22  | +8  |
| 3   | Ole-Henry Steinsholt | 21  | +9  |
| 4   | Pablo Suárez         | 21  | +9  |
| 5   | Jesse Kallio         | 21  | +9  |

- Nota: Sólo se incluyen las cinco posiciones principales.